# The Concert in Central Park
The Concert in Central Park là tên một trong số bốn album live đã được phát hành của Simon & Garfunkel. Ngày 19 tháng 9 năm 1981, sau 10 năm tan rã, cặp song ca có lần tái hợp chính thức đầu tiên trong buổi hòa nhạc miễn phí tại Great Lawn, Central Park, New York, thu hút hơn 500.000 người hâm mộ. Tháng 3 sau đó buổi biểu diễn được phát hành thành album live (Warner Brothers LP 2BSK 3654; CD 3654). Ngoài những bài hát nổi tiếng của nhóm như "The Sound of Silence", "Mrs Robinson" hay "Bridge over Troubled Water", Simon & Garfunkel còn cùng biểu diễn chung một số ca khúc solo của Paul Simon như "Me and Julio Down By the Schoolyard", "American Tune", "Late In the Evening", "Slip Sliding Away", và "Kodachrome".